# Беззаботы
 Беззаботы — деревня в Глинковском районе Смоленской области России. Входит в состав Бердниковского сельского поселения.
Расположена в центральной части области в 6,5 км к востоку от села Глинка, в 1,3 км северо-восточнее остановочного пункта 524-й км на железнодорожной ветке Смоленск — Сухиничи, на правом берегу реки Устром.
Население — 116 жителей (2007 год).

## История
В прошлом сельцо Ельнинского уезда. Усадьба Фёдора Богдановича Пасека была построена в середине XVIII века. Его дочь, Анастасия Фёдоровна, вышла замуж за князя Александра Ивановича Шаховского. Их сын, Александр Александрович, был известным театральным деятелем и драматургом XIX века. С 1790 года усадьба перешла во владение Надежде Фёдоровне Пасек, которая вышла замуж за генерал-майора Дмитрия Яковлевича Гедеонова. Их сын Николай Дмитриевич Гедеонов был хорошим другом М. И. Глинки, известного русского композитора, который часто гостил в усадьбе. В настоящее время от усадьбы сохранился только парк.

## Достопримечательности
В деревне сохранились остатки дома Шаховского, в недавнем прошлом деревенского клуба. Так же есть Большое озеро. В нём 15 июля 2011 года была найдена часть танка времён Великой Отечественной войны. Модель танка устанавливается.